# René Ghil

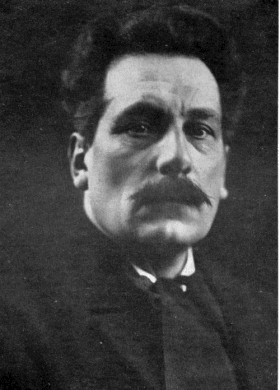
René Ghil

René Ghil, född 27 september 1862, död 15 september 1925, var en fransk författare av flamländsk härkomst.
Ghil framträdde som författare med en slags poetik, Le traité du verbe med förord av Stéphane Mallarmé, som i sin definitiva form En méthode à l'oeuvre lades till grundval för ett vidlyftigt anlagt verk, där Ghil med alla medel, poetiska, psykologiska, musikaliska, lingvistiska, naturvetenskapliga och en till det yttersta driven konsekvens i analogispelet företog en sannskyldig orkestrering av samtliga de i tillvaron verkande krafterna, en symbolismens universalfilosofi på vers. Detta gigantiska Oeuvre var planerat i tre delar, vardera i flera volymer, men hann haldig slutföras. Ghil utgav 1909, 1920 och 1923 tre försök till popularisering av sin annars såväl till form som innehåll i det närmaste otillgängliga världsförklaring. Ghil utövade åren omkring 1890 en ganska betydande inflytande på stiluppfattningen hos många av symbolisterna och intog samtidigt en maktställning som koryfé och tidskriftschef. Hans Choix de poésies utkom 1928.